# Подлесе-Дуже (Мазовецьке воєводство)
Подлесе-Дуже (пол. Podlesie Duże) — село в Польщі, у гміні Стромець Білобжезького повіту Мазовецького воєводства.
Населення — 793 особи (2011).
У 1975-1998 роках село належало до Радомського воєводства.

## Демографія
Демографічна структура станом на 31 березня 2011 року:
|          | Загалом | Допрацездатний вік | Працездатний вік | Постпрацездатний вік |
| -------- | ------- | ------------------ | ---------------- | -------------------- |
| Чоловіки | 418     | 120                | 285              | 13                   |
| Жінки    | 375     | 89                 | 221              | 65                   |
| Разом    | 793     | 209                | 506              | 78                   |